# Portugalská Guinea
Portugalská Guinea (portugalsky: Província Portuguesa de Guiné) byla portugalská kolonie v západní Africe, jejíž existenci lze vymezit léty 1588–1974. Dne 10. září roku 1974 země získala samostatnost jakožto Guinea-Bissau.

## Dějiny
Portugalská koruna ve 30. letech 14. století pověřila své námořníky, aby prozkoumali atlantické pobřeží západní Afriky a našli ložiska zlata. V té době obchod se zlatem ovládalo Maroko a Portugalci to chtěli změnit. Portugalci poprvé překročili mys Bojador v roce 1437 a do roku 1460 prozkoumali pobřeží západní Afriky až po Sierru Leone. Roku 1456 kolonizovali Kapverdské ostrovy. Portugalská vláda založila Společnost Guinea, aby obchodovala a stanovovala ceny zboží, včetně zlata, slonoviny, pepře a otroků. Tato oblast byla zdrojem asi 150 000 otroků přepravených Portugalci před rokem 1500, především z Horní Guineje. Někteří byli užiti k pěstování bavlny a indiga na dříve neobydlených Kapverdských ostrovech. Ze Senegambie a Horní Guineje byly nakonec mezi lety 1440 a 1870 odvlečeny do otroctví asi dva miliony lidí.
Portugalští obchodníci a deportovaní zločinci v Horní Guineji vytvořili populaci mulatů, kteří jako lingua franca užívali portugalskou kreolštinu. Po roce 1500 se však většina portugalského zájmu, jak o zlato, tak o otroky, soustředila více na jih. Ve 30. a 40. letech 17. století Nizozemci vyhnali Portugalce z většiny Zlatého pobřeží. Portugalskou pozici v Horní Guineji posílil markýz z Pombalu, který podporoval přísun otroků z této oblasti do provincií Grão-Pará a Maranhão v severní Brazílii. V roce 1765 bylo založeno Bissau, hlavní centrum portugalské správy. Britský zájem o tuto oblast vedl v 90. letech 18. století ke krátkému pokusu zřídit britskou základnu na ostrově Bolama. Britští osadníci se stáhli v roce 1793 a Portugalci oficiálně obsadili ostrov v roce 1837. Později (v roce 1868) Británie a Portugalsko souhlasily s mezinárodní arbitráží ve věci Bolamy. Americký prezident Ulysses S. Grant se stal arbitrem a v roce 1870 přidělil ostrov Portugalsku.
Zákaz obchodu s otroky v Británií v roce 1807 dal Portugalcům na čas monopol na tuto činnost v západní Africe. Ačkoli se brazilská a portugalská vláda ve 30. letech 19. století dohodly na zastavení tohoto byznysu, pokračoval pololegálně až do roku 1850. Poslední významná zásilka západoafrických otroků dorazila do Brazílie v roce 1852. Na začátku 19. století se Portugalci cítili v Bissau přiměřeně bezpečně a považovali sousední pobřeží za své, nicméně jejich kontrola území byla ve skutečnosti slabá: po většinu 19. století byla portugalská přítomnost v Guineji omezena hlavně na okolí řeky Guinea a osady Bissau, Cacheu a Ziguinchor (nyní v Senegalu). Jinde území kontrolovali místními kreolové, kteří vlastnili malé plantáže. Poté, co Berlínská konference v roce 1885 zavedla princip efektivní okupace, vedla jednání s Francií ke ztrátě cenného regionu Casamance ve prospěch Francouzské západní Afriky. Výměnou za to Francouzi garantovali hranice Portugalské Guineje.
Nejistá finanční situace Portugalska a jeho vojenská slabost ohrožovaly jeho schopnost udržet si kolonie. V roce 1891 António José Enes, ministr námořnictva a kolonií, změnil obchodní pravidla a daňový systém, aby zvýšil příjem z Guiney. Za tím účelem zesílila vojenská okupace území. Vedlo to však jen k mírnému zvýšení vládních příjmů mezi lety 1895 a 1910, které stejně nepokrylo náklady na vojenské a správní jednotky nutné k výběru daní. Po pádu portugalské monarchie v roce 1910 zřídila nová republika ministerstvo pro koloniální správu. Příjmy z Guineje se konečně zvýšily, když vzrostla cena arašídů. Rozpočet kolonie poprvé vykazoval přebytek. Mezi lety 1913 a 1915 použil vůdce portugalských kolonií v Africe João Teixeira Pinto vojenskou sílu k udržení portugalské nadvlády a rozdrcení odporu vesničanů, což způsobilo, že mnozí rolníci uprchli do Senegalu nebo do lesů. To značilo také ovšem návrat k rozpočtovým deficitům, což vedlo k Pintově odvolání v roce 1915.
Ačkoli první světová válka zvýšila světovou poptávku po tropických produktech a stimulovala guinejské hospodářství, poválečný propad ho uvedl do hluboké recese. Portugalský autoritářský režim Estado Novo zvýšil policejní a vojenskou kontrolu nad Guineou, ale velký zájem o kolonii neprojevoval. Mezi 30. a 60. léty bylo jedinou ekonomickou funkcí kolonie zásobovat Portugalsko asi třetinou rostlinného oleje z arašídů. V roce 1951, kvůli antikolonialistické kampani v OSN, portugalská vláda přejmenovala všechny portugalské kolonie, včetně Portugalské Guineje, na zámořské provincie (Províncias Ultramarines). Portugalská správa se jen obtížně vyrovnávala s epidemií spavé nemoci ve 40. a 50. letech 20. století. Modernější zdravotní péče se do venkovských oblastí dostala až v letech 1968–73. V roce 1959 měla Guinea asi 200 základních škol s 13 500 žáky a 36 středních škol, hlavně pro děti portugalských občanů, s 1 300 žáky. Základní školu tak navštěvovalo pouze asi 19 procent dětí školního věku. Negramotnost byla v roce 1950 odhadována na 99 procent.
Boj za nezávislost začal v roce 1956, kdy Amílcar Cabral založil Africkou stranu za nezávislost Guineje a Kapverd (PAIGC). Nejprve PAIGC zorganizovala sérii stávek městských dělníků, zejména těch, kteří pracovali v přístavech. 3. srpna 1959 na to portugalská správa reagovala zabitím padesáti stávkujících dělníků v docích. Poté PAIGC změnila strategii, vyhýbala se veřejným demonstracím a místo toho se soustředila na organizování rolníků na vesnicích. V roce 1961, poté, co bylo shledáno, že čistě politická kampaň za nezávislost dosáhla malého pokroku, PAIGC zvolila partyzánskou válku. I když byla PAIGC slabší (poměr byl přibližně 30 000 Portugalců a 10 000 partyzánů), měla bezpečné bašty v Senegalu a Guineji, tehdy již osvobozených z francouzské nadvlády. Konflikt v Portugalské Guineji mezi partyzány PAIGC a portugalskou armádou byl nejintenzivnější a nejničivější ze všech portugalských koloniálních válek. Několik komunistických zemí podporovalo partyzány zbraněmi a vojenským výcvikem. V roce 1972 Cabral ustavil exilovou vládu v Konakry, hlavním městě sousední Guineje. Tam byl také zavražděn před svým domem, 20. ledna 1973.
V roce 1973 kontrolovala PAIGC většinu vnitrozemí, zatímco Portugalci pobřežní města a města v ústí řek. Partyzáni vyhlásili nezávislost Guineje-Bissau 24. září 1973 ve městě Madina do Boe v nejjihovýchodnější části země, poblíž hranic se sousední Guineou. Do toho přišla v Portugalsku karafiátová revoluce. Noví revoluční vůdci Portugalska a PAIGC uzavřeli v Alžíru dohodu, ve které se Portugalsko zavázalo stáhnout všechny své vojenské jednotky do konce října. Oficiálně uznalo nezávislou Republiku Guinea-Bissau 26. srpna 1974. Pro 7447 askariů (afrických vojáků, kteří sloužili v portugalských jednotkách), to znamenalo popravu.